# Tanumshede
Tanumshede es una localidad de Suecia, núcleo principal del municipio de Tanum en el condado de Västra Götaland, en el norte de la provincia de Bohuslän. Tenía 1597 habitantes en el censo de 2005.

## Grabados rupestres de Tanum
Tanum tiene un conjunto de petroglifos de importancia excepcional tanto por su variedad —representaciones de seres humanos, animales, armas, embarcaciones y objetos diversos— como por su unidad cultural y cronológica. Estos grabados rupestres, que son ilustrativos de la vida y las creencias de los pueblos europeos en la Edad de Bronce, destacan por su abundancia y la calidad de su factura.
El conjunto es conocido como «Grabados rupestres de Tanum» y ha sido declarado como sitio Patrimonio de la Humanidad por la Unesco.

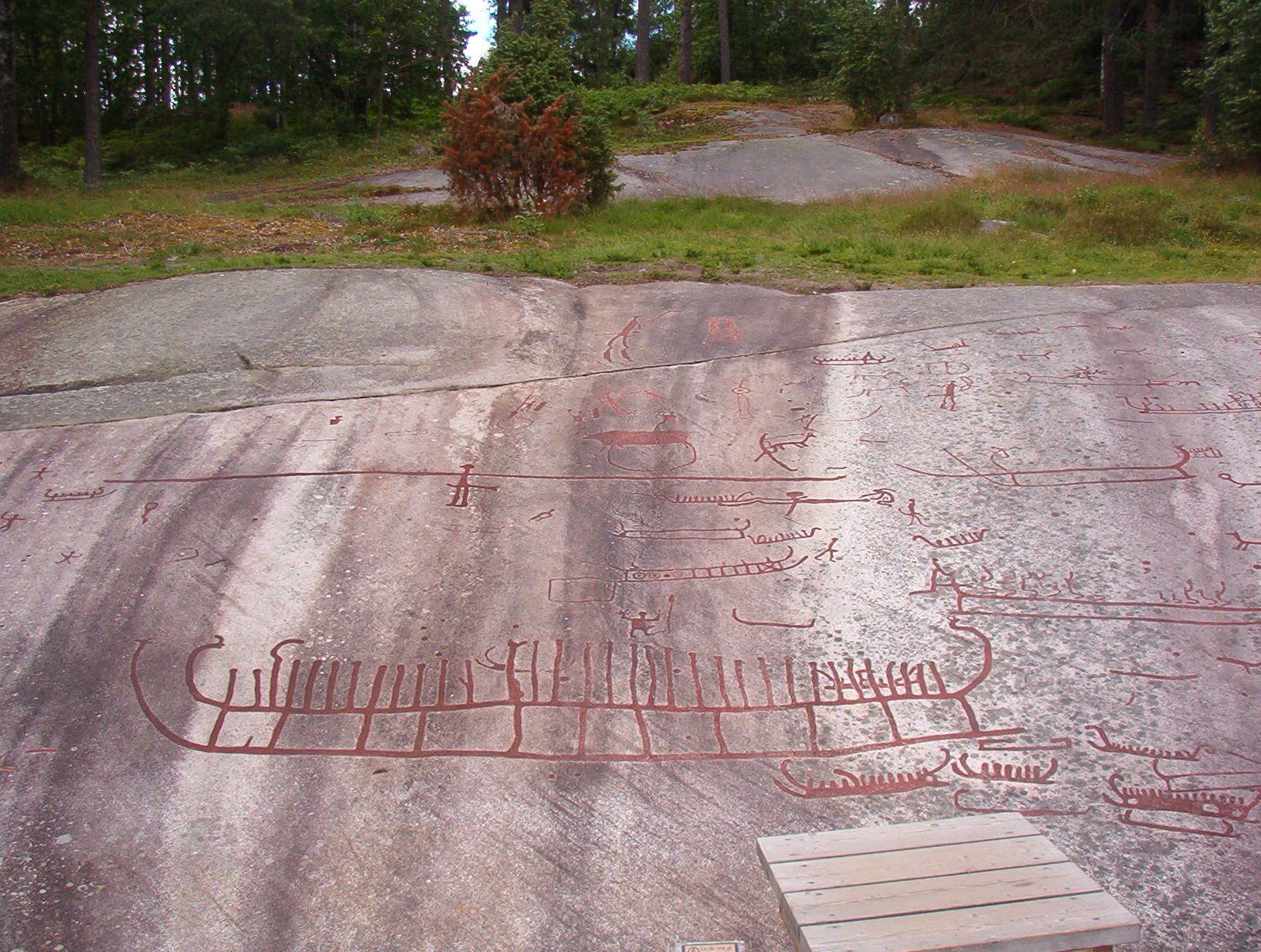
La losa Vitlycke.

La mayor roca plana con petroglifos de la Edad del Bronce Nórdica en Escandinavia, la Vitlyckehäll, está localizada en Tanumshede. Fue descubierta en 1972 por Age Nilsen cuando estaba intentando situar una carga explosiva para trabajos de construcción.
En total existen alrededor de 3000 petroglifos de Tanum, en unos 100 paneles. Están concentrados en cinco áreas a lo largo de una franja de 25 km, la cual estaba en la línea de costa de un fiordo durante la Edad del Bronce, y cubre un área de aproximadamente 51 hectáreas (126 acres o 0,5 km²).
En la Edad del Bronce Nórdica y la Edad del Hierro las gentes eran sofisticados carpinteros y muy habilidosos navegantes (las fechas de las épocas varían con la región; en Escandinavia la Edad del Bronce es básicamente entre el 1800 y el 600 a. C.). Algunos de los glifos muestran grandes barcos del tipo Hjortspring llevando alrededor de una docena de tripulantes. También se representan carros y carretas.
Un glifo muestra a un cazador con un arco, y otros escenas de caza. Algunas de las pinturas rupestres exhiben gente realizando tareas agrarias. Hay una figura humana en un arado tirado por dos bueyes, sosteniendo lo que podría ser una rama o una fusta para bueyes hecha con varias tiras de cuero.
Los grabados rupestres están deteriorados por la erosión debida a la polución. Para el disgusto de muchos arqueólogos, han sido pintados de rojo para hacerlos visibles a los visitantes.

### Galería de imágenes

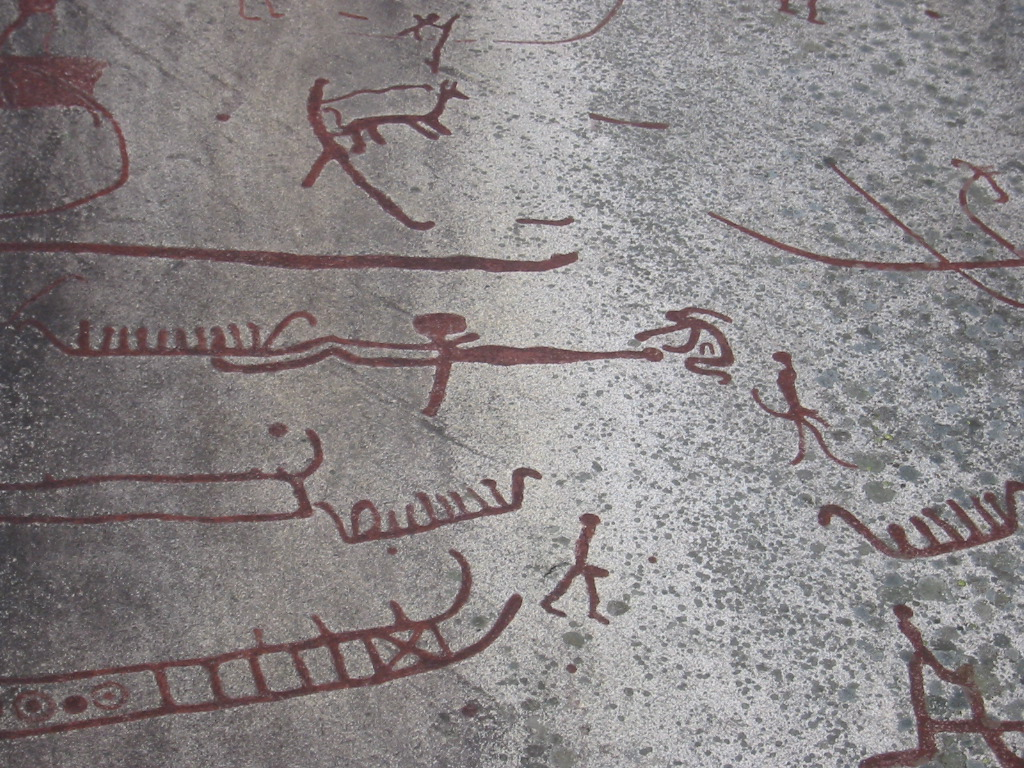
La plañidera.
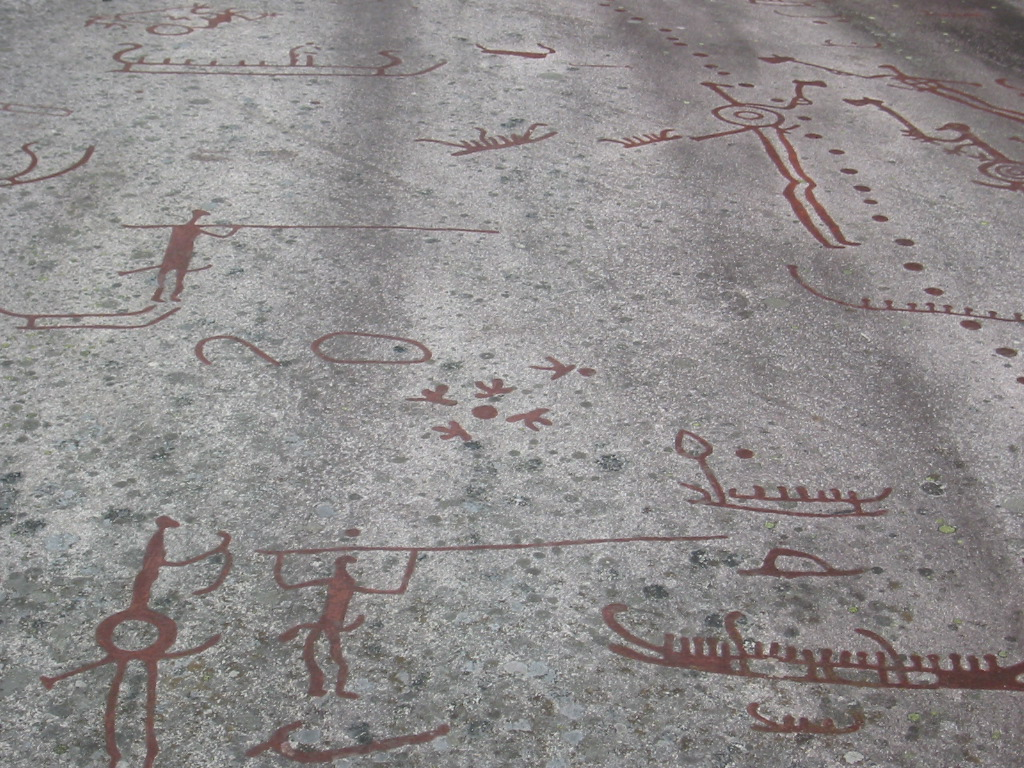
Pájaros.
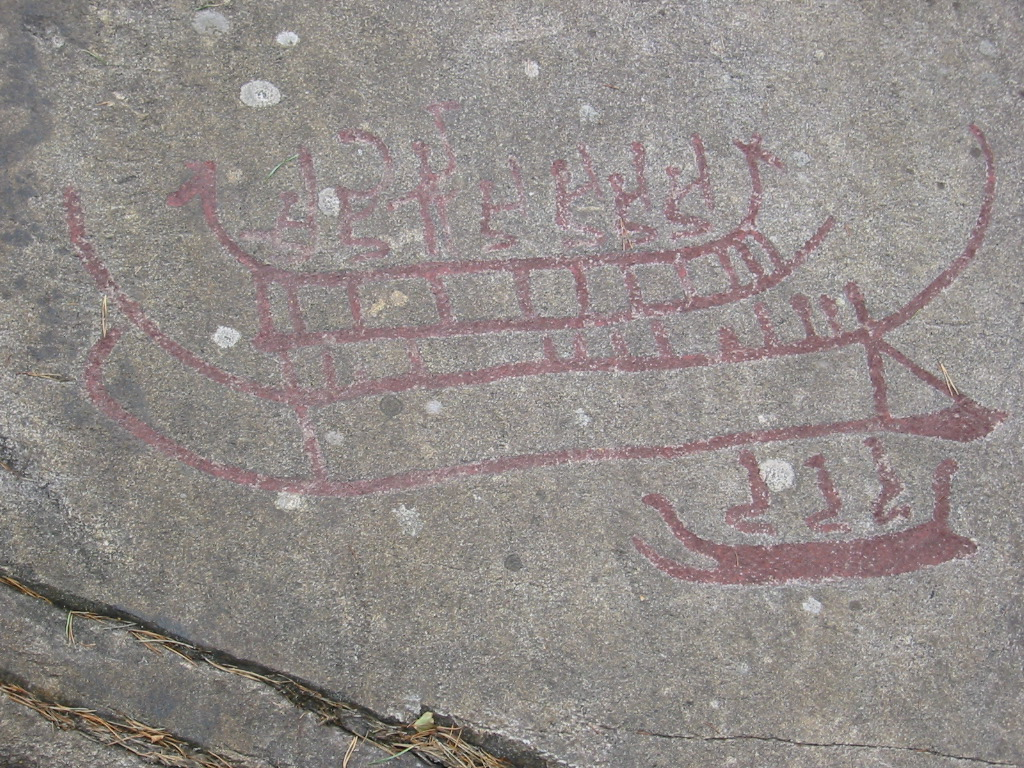
Barco funerario.
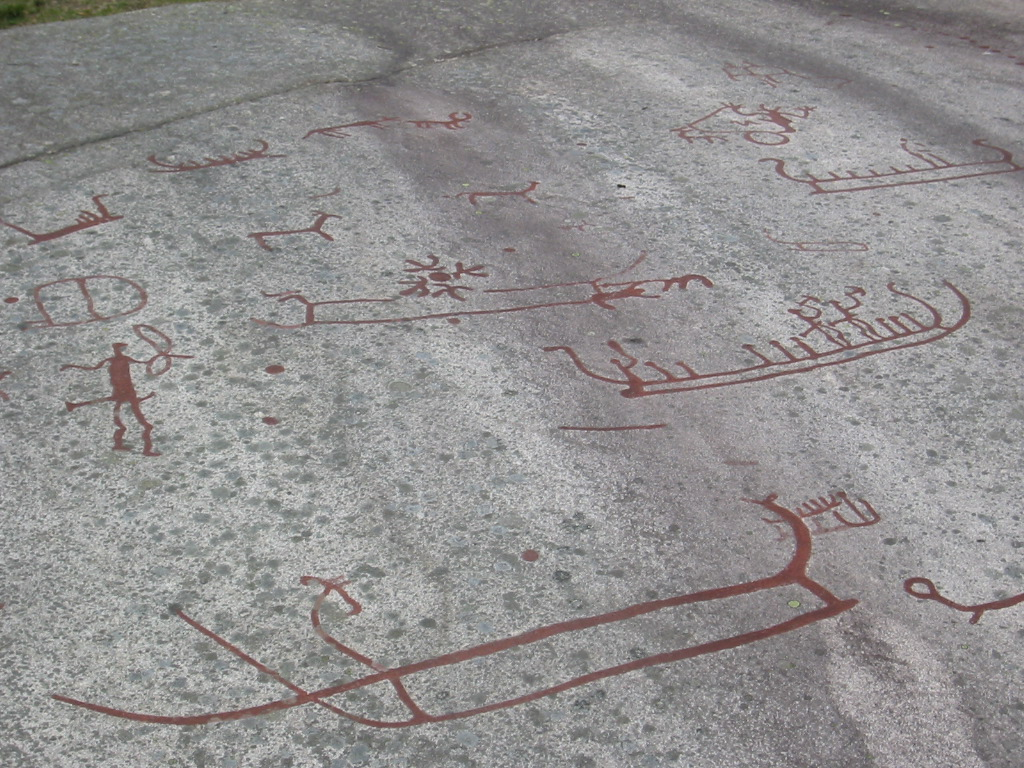
Carro.
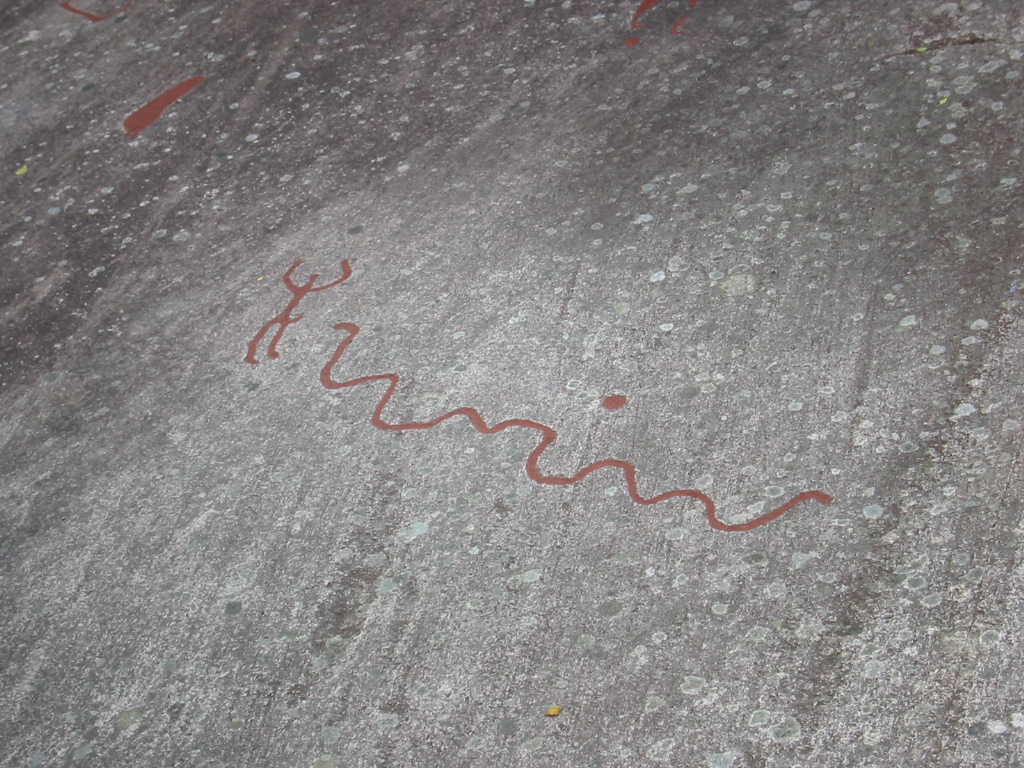
La Serpiente.